# Nantiat
 Nantiat  (en occitano Nantiac) es una población y comuna francesa, situada en la región de Lemosín, departamento de Alto Vienne, en el distrito de Bellac y cantón de Nantiat.

## Demografía
| 1418 | 1432 | 1406 | 1441 | 1561 | 1623 | 1633 |
| Para los censos de 1962 a 1999 la población legal corresponde a la población sin duplicidades (Fuente: INSEE [Consultar]) |      |      |      |      |      |      |